# Laotbangko
Laotbangko är ett berg i Indonesien.   Det ligger i provinsen Aceh, i den västra delen av landet, 1 500 km nordväst om huvudstaden Jakarta. Toppen på Laotbangko är 413 meter över havet, eller 69 meter över den omgivande terrängen. Bredden vid basen är 0,52 km.
Terrängen runt Laotbangko är kuperad åt nordost, men åt sydväst är den platt. Runt Laotbangko är det ganska tätbefolkat, med 179 invånare per kvadratkilometer. I omgivningarna runt Laotbangko växer i huvudsak städsegrön lövskog.